# Scholengroep Leonardo da Vinci
De  Scholengroep Leonardo da Vinci in de  Nederlandse stad Leiden is een scholengroep voor voortgezet onderwijs die bestaat uit het Leonardocollege en het Da Vinci College en Da Vinci Kagerstraat. De scholengroep biedt onderwijs op de niveaus vmbo, havo en vwo en ISK.
De scholengroep heeft vier vestigingen in Leiden:
- Da Vinci College Kagerstraat voor vmbo-tl, havo, vwo en technasium (uitgeroepen tot officiële kunst-cultuurschool)
- Da Vinci College Lammenschans voor vmbo-bb, -kb en - tl
- Da Vinci College Lammenschans voor ISK
- Leonardo College Noachstraat voor vmbo-tl, havo en vwo, tevens LOOT-school Dit gebouw was tot 1999 in gebruik bij de Leidse HBS - Rembrandt

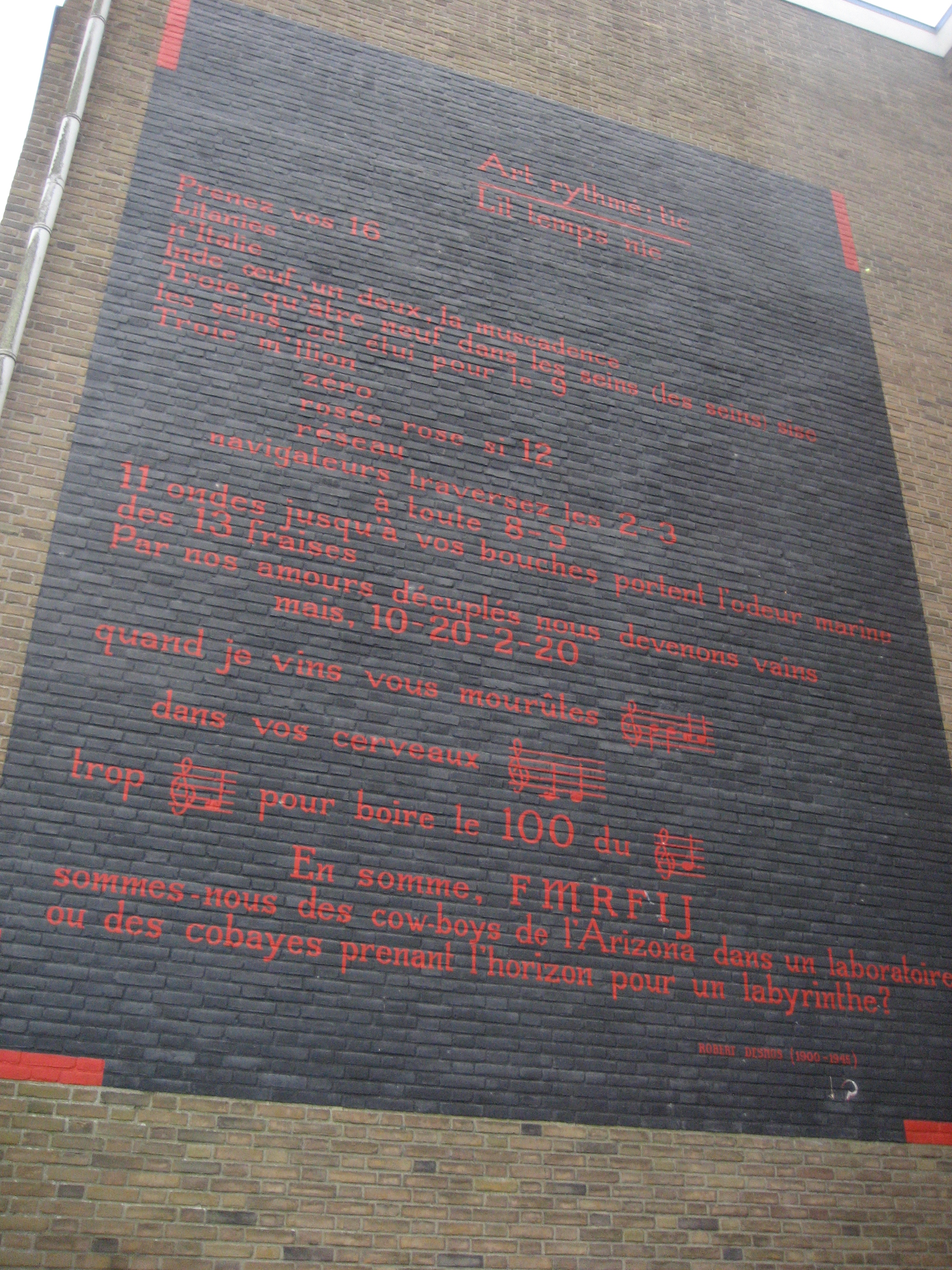
Muurgedicht van Robert Desnos
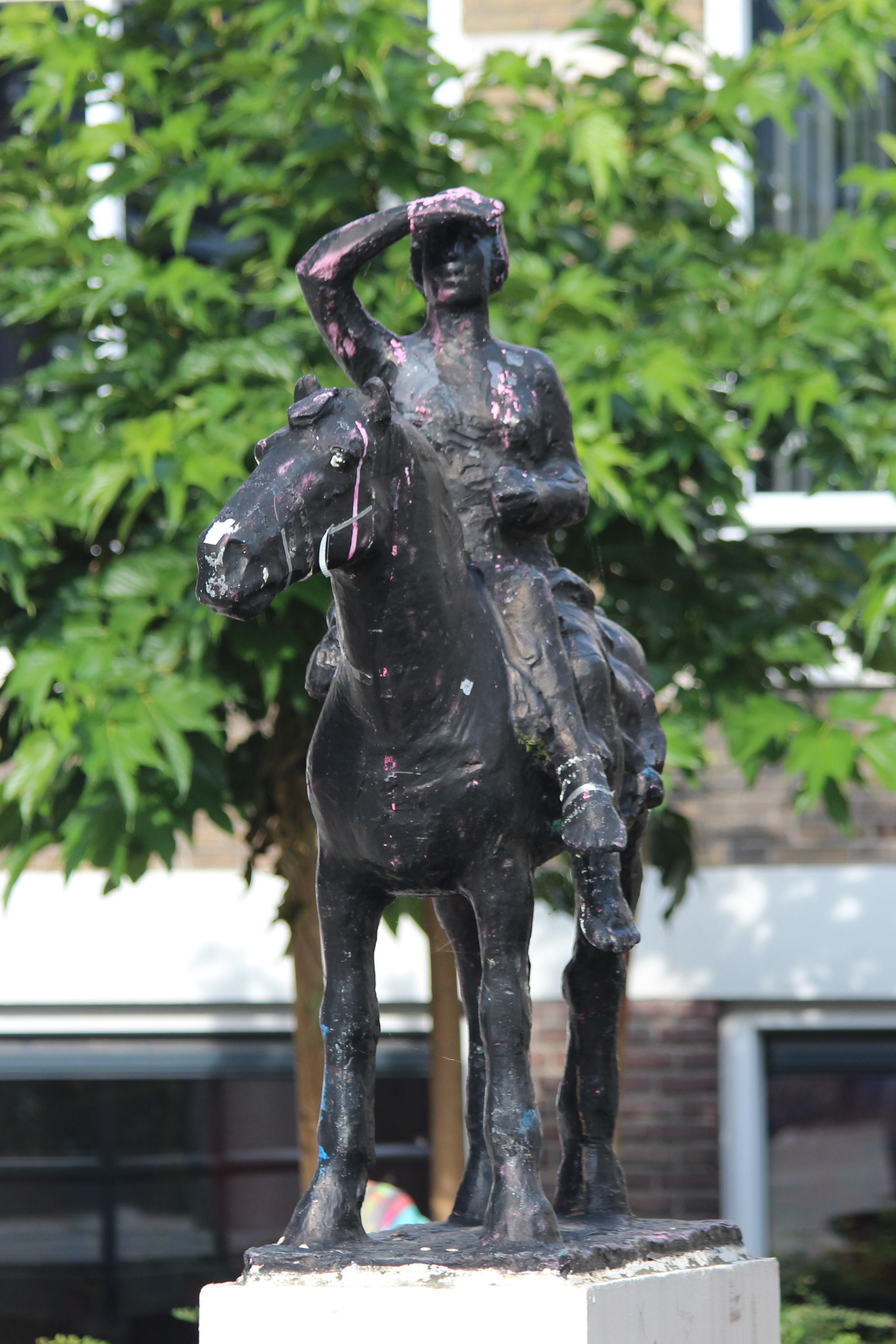
Beeld Amazone van Frank Letterie (schoolplein)